# Prière pour refusniks
 (décembre 2012).
Si vous disposez d'ouvrages ou d'articles de référence ou si vous connaissez des sites web de qualité traitant du thème abordé ici, merci de compléter l'article en donnant les références utiles à sa vérifiabilité et en les liant à la section « Notes et références ».
Pour les articles homonymes, voir Refuznik.
Pour plus de détails, voir Fiche technique et Distribution.
Prière pour refusniks est un court métrage français réalisé par Jean-Luc Godard en 2004 avec, en premier plan sonore, la chanson L’Oppression de Léo Ferré.

## Synopsis
Jean-Luc Godard adresse deux lettres cinématographiques à des jeunes soldats israéliens ayant été condamnés après avoir refusé d’intervenir dans les territoires occupés.

## Fiche technique
- Titre : Prière pour refusniks
- Réalisation : Jean-Luc Godard
- Production : JLG Films
- Distribution : Peripheria
- Durée : 10 minutes

## Distinctions
- 2010 : Sélection au Festival Cinéma du réel